# Sackville Crowe
Sackville Crowe est un commerçant et diplomate anglais né vers 1600 et mort en 1683.

## Biographie
Originaire du Kent, Sackville Crowe travaille comme comptable pour le duc de Buckingham George Villiers dans les années 1620. Grâce au soutien de son employeur, il est titré baronnet en 1627 et obtient le poste de trésorier de la Navy (en) la même année, mais ses compétences ne sont pas à la hauteur et il est remplacé par son prédécesseur William Russell (en) trois ans plus tard.
Crowe est nommé ambassadeur à Constantinople en novembre 1633, mais il ne met pas les pieds dans l'Empire ottoman avant 1638. Il se retrouve plongé dans une querelle entre la Compagnie du Levant et son prédécesseur Peter Wyche au sujet des taxes versées par les navires commerçant sous pavillon anglais : la Compagnie estime qu'elles doivent lui revenir, alors que Wyche et Crowe les revendiquent pour la couronne. Fidèle au roi Charles Ier, Crowe n'apprécie pas le penchant de la Compagnie pour le Parlement. En 1646, il soudoie le grand vizir pour obtenir l'arrestation de plusieurs membres de la Compagnie, mais ils ne tardent pas à être libérés.
Après la nomination d'un nouvel ambassadeur, Thomas Bendish (en), en 1647, Crowe est renvoyé en Angleterre. Il est incarcéré à la Tour de Londres de 1648 à 1656. Après la Restauration anglaise, il fait plusieurs séjours à la prison de la Fleet en raison de ses dettes. C'est là qu'il meurt en 1683.

## Mariage et descendance
Sackville Crowe se marie en 1634 avec Mary Manners, fille de George Manners (en) de Haddon Hall. Il devient ainsi le beau-frère de John Manners, qui hérite du titre de comte de Rutland en 1641. Ils ont un fils, également prénommé Sackville, qui hérite du titre de baronnet en 1683. Lui-même n'a pas d'enfants et le titre s'éteint à sa mort.